# 청주 용두사지 철당간
청주 용두사지 철당간(淸州龍頭寺址鐵幢竿)은 충청북도 청주시 상당구 용두사 터에 있는 당간으로 국보 제41호다.

## 특징
두 개의 화강암 지주와 20개의 철통으로 이루어져 있다. 당간의 밑에서 3번째 단에 당기(幢記)가 양각되어 있어 조성연도(고려 광종 13년, 962)를 명확히 알 수 있으며, 당시 ‘준풍(峻豊)’이라는 고려 독자의 연호를 널리 사용하였다는 점에서 민족의 주체성을 알려주는 귀중한 유물이다. 그러나 이 당간이 소재했던 용두사의 규모 및 창건·폐사년대는 정확하지 않다.
현재 대한민국에는 청주 용두사지 철당간, 공주 갑사 철당간, 나주 동점문 밖 석당간, 담양 객사리 석당간 등이 남아 있는데, 이 철당간과 안양 중초사지 당간지주만이 조성연대가 명확하다.
당간의 높이는 13.1m, 철통 20개(당초 30개), 지주는 화강암으로 높이 4.2m, 폭 40cm이다. 철통의 지름 43cm, 높이 65.5cm이며, 철당기의 해서체 글자 크기는 2.8cm이다.

## 사진

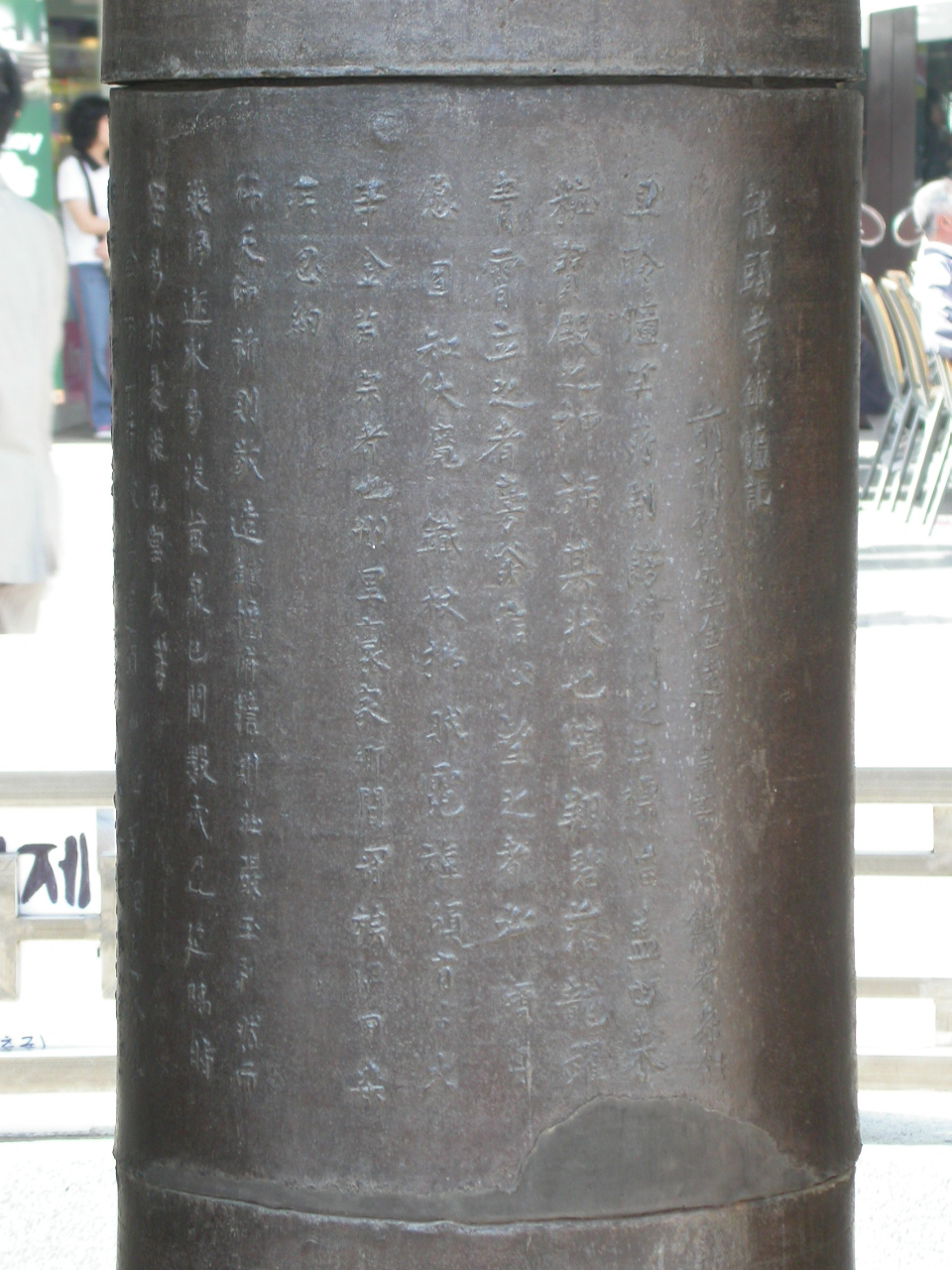
당기
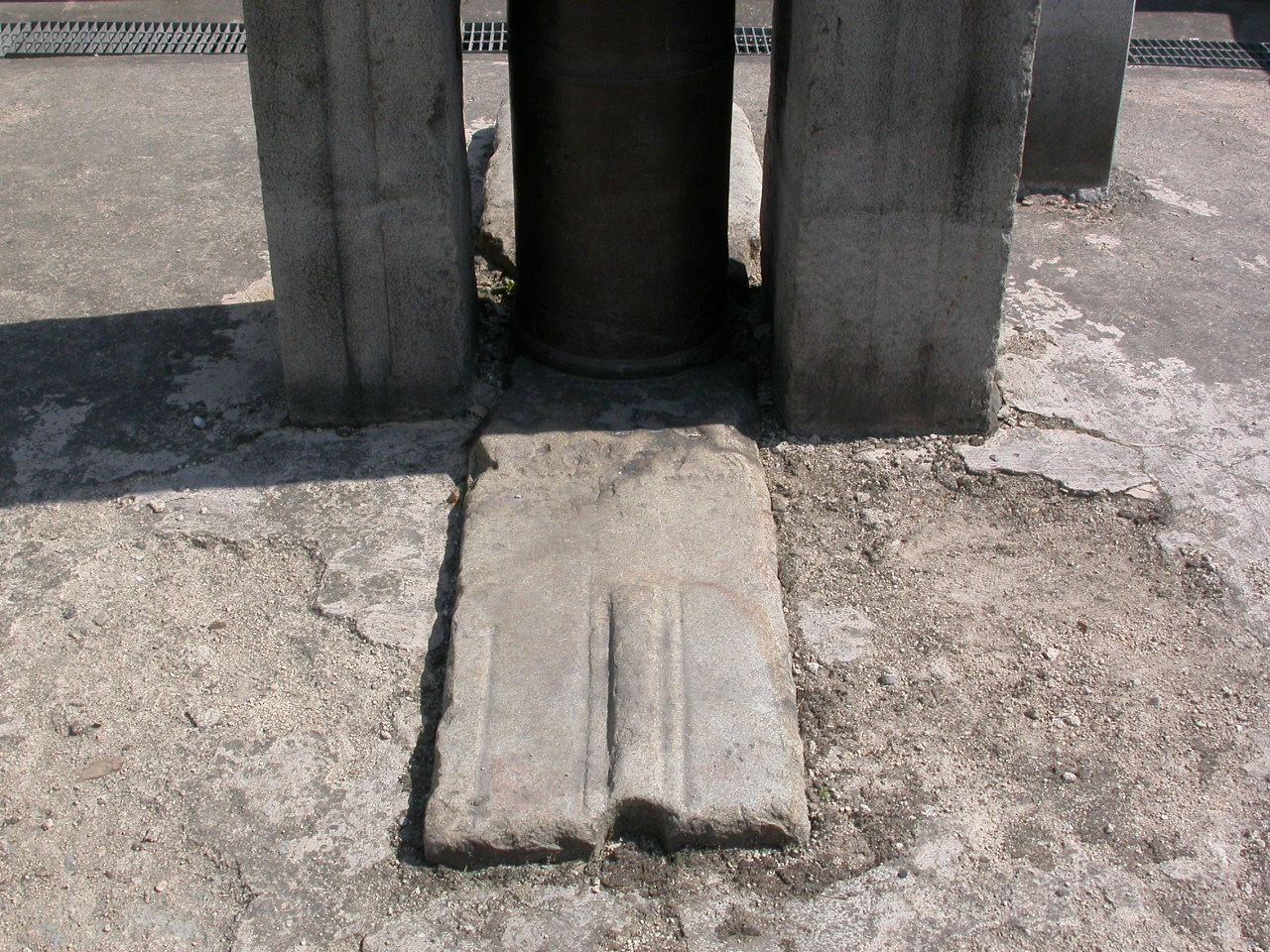
당간 하부